# Zentralanatolien

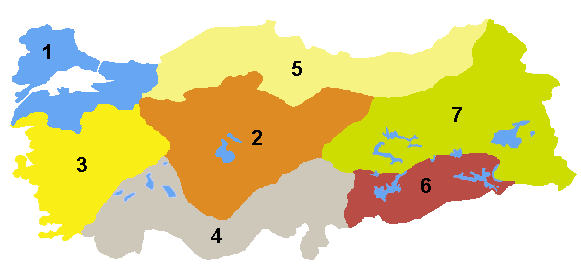
1. Marmararegion, 2. Zentralanatolien, 3. Ägäisregion, 4. Mittelmeerregion, 5. Schwarzmeerregion, 6. Südostanatolien, 7. Ostanatolien

Zentralanatolien (türkisch İç Anadolu) ist mit einer Fläche von 151.000 km² das zweitgrößte der sieben geographischen Gebiete der Türkei. Die amtliche Bezeichnung ist Gebiet Zentralanatolien (türkisch İç Anadolu Bölgesi). Es stellt etwa 1/5 (19,4 %) des türkischen Staatsterritoriums dar.
Diese Region existiert offiziell seit dem Geographie-Kongress 1941 in Ankara und ist geographisch in vier Teilregionen bzw. Gebiete geteilt.

## Einteilung

### Geographisch
Die geographische Einteilung:
- Anatolien
  - Zentralanatolien
    - Konya Bölümü – Bereich Konya
    - Yukarı Sakarya Bölümü – Bereich oberhalb des Sakarya (Fluss)
    - Orta Kızılırmak Bölümü – Mittlerer Bereich des Kızılırmak (Fluss)
    - Yukarı Kızılırmak Bölümü – Bereich oberhalb des Kızılırmak (Fluss)

### Politisch
Die Türkei ist politisch in 81 Provinzen gegliedert. Diese Region umfasst die folgenden Provinzen:
| - Aksaray - Ankara - Çankırı - Çorum (zum Teil) - Eskişehir - Karaman | - Kayseri - Kırıkkale - Kırşehir - Konya | - Nevşehir - Niğde - Sivas - Yozgat |

## Klima
| Klimadaten Zentralanatoliens    | Zahlen   |
| ------------------------------- | -------- |
| Durchschnittliche Temperatur    | 10,6 °C  |
| Höchsttemperatur                | 49,5 °C  |
| Tiefsttemperatur                | −36,2 °C |
| Durchschnittliche Feuchtigkeit  | 62,6 mg  |
| Durchschnittlicher Niederschlag | 392,0 mm |

## Bevölkerung
Zentralanatolien ist hinsichtlich der Bevölkerung nach der Marmararegion das größte geographische Gebiet der Türkei. Laut der Volkszählung im Jahre 2000 betrug die Bevölkerungszahl 11.608.868 und die Einwohnerdichte 77 Einw./km² (TR-landesweit: 81 Einw./km² – 2018: 103 Einw./km²). 67,25 % der Einwohner (8.039.036) leben in Städten, 30,75 % (3.569.832) auf dem Land. Das jährliche Bevölkerungswachstum betrug 1,578 %.